# علي بن سهل الرملي
علي بن سهل الرملي هو عالمٌ مسلمٌ من علماء الحديث النبوي، تُوفيَ في سنة 261 هـ وهو أخو موسى بن سهل الرملي.

## سيرته
اسمه علي بن سهل بن قادم، وكنيته أبو الحسن، نسائي، سكن الرملة.

## روايته للحديث النبوي
- سمع من: الوليد بن مسلم، ومروان بن معاوية، وضمرة بن ربيعة، وجماعة
- حدّث عنه: أبو داود في«سننه»، والنسائي في «اليوم والليلة»، ووثقه، وابن جوصا، وأبو عوانة الإسفراييني، وأبو بكر بن أبي داود، ومحمد بن جرير الطبري، والعباس بن محمد بن الحسن بن قتيبة، وعدد كثير.[1]